# Hainfelder Straße
De Hainfelder Straße B18 is een Bundesstraße  in de Oostenrijkse deelstaat Neder-Oostenrijk.
De weg verbindt Günselsdorf via Leobersdorf en Berndorf en Hainfeld naar Traisen en is 55,7 km lang.

## Routeberschrijving
De B18 begint op een kruising met de B17 ten noordoosten van Günselsdorf. De weg loopt in zuidwestelijke richting door Günselsdorf, Kottingbrunn en Leobersdorf. Dan kruist de B18 bij afrit Leobersdorf de A2 en loopt verder door Hirtenberg, Berndorf B212 aansluit, Pottenstein en Weißenbach an der Triesting waar ze de B11 kruist. De B18 loopt verder door Altenmarkt an der Triesting, Kaumberg. Hainfeld en Sankt Veit an der Gölsen, waarna ze in Traisen eindigt op een rotonde met de B20.

## Geschiedenis
De Hirtenberger Straße ontsloot het Triestingtal en was in 1823 tot Altenmarkt gereed. De weg had twee tolstations in Hirtenberg en Altenmarkt, die in 1824 opengingen en de staatskas tot 1834 jaarlijks 4.600 Gulden opbrachten. Sinds 1 November 1827 werden er nog twee tolstations geopend in Gersthof en in Reinfeld, die de Staatskas tot 1834 nog eens 2.500 Gulden per jaar opbrachten. In 1856 was de Hirtenberger Straße zo druk geworden, dat de weg de staatskas in totaal ongeveer 10.000 Gulden opbracht. Vanwege de geringe bovrnregionale werd de weg in 1869 aan de deelstaat Neder-Oostenrijk, de ze sindsdien als Landesstraße voert.
Na de „Anschluss“ kreeg deze weg door de gelijkschakelijng van wegnummering op 1 April 1940 in een Landstraße I. Ordnung hernoemd naar L.I.O. 55. Op 23 maart 1942 war de weg door Albert Speer hernoemd in Reichsstraße 410.
De Hainfelder Straße behoort sinds 1 April 1948 tot de lijst met  Bundesstraßen.
B1 · 
B2 · 
B3 · 
B4 · 
B5 · 
B6 · 
B7 · 
B8 · 
B9 · 
B10 · 
B11 · 
B12 · 
B13 · 
B14 · 
B15 · 
B16 · 
B17 · 
B18 · 
B19 · 
B20 ·  
B21 · 
B22 · 
B23 · 
B24 · 
B25 · 
B26 · 
B27 · 
B28 · 
B29 · 
B30 · 
B31 · 
B32 · 
B33 · 
B34 · 
B35 · 
B36 · 
B37 · 
B38 · 
B39 · 
B40 · 
B41 · 
B42 · 
B43 · 
B44 · 
B45 · 
B46 · 
B47 · 
B48 · 
B49 · 
B50 · 
B51 · 
B52 · 
B53 · 
B54 · 
B55 · 
B56 · 
B57 · 
B58 · 
B59 · 
B60 · 
B61 · 
B62 · 
B63 · 
B64 · 
B65 · 
B66 · 
B67 · 
B68 · 
B69 · 
B70 · 
B71 · 
B72 · 
B73 · 
B74 · 
B75 · 
B76 · 
B77 · 
B78 · 
B79 · 
B80 · 
B81 · 
B82 · 
B83 · 
B84 · 
B85 · 
B86 · 
B87 · 
B88 · 
B89 · 
B90 · 
B91 · 
B92 · 
B93 · 
B94 · 
B95 · 
B96 · 
B97 · 
B98 · 
B99 · 
B100 · 
B105 · 
B106 · 
B107 · 
B108 · 
B109 · 
B110 · 
B111 · 
B113 · 
B114 · 
B115 · 
B116 · 
B117 · 
B119 · 
B120 · 
B121 · 
B122 · 
B123 · 
B124 · 
B125 · 
B126 · 
B127 · 
B129 · 
B130 · 
B131 · 
B132 · 
B133 · 
B134 · 
B135 · 
B136 · 
B137 · 
B138 · 
B139 · 
B140 · 
B141 · 
B142 · 
B143 · 
B144 · 
B145 · 
B146 · 
B147 · 
B148 · 
B149 · 
B150 · 
B151 · 
B152 · 
B153 · 
B154 · 
B155 · 
B156 · 
B158 · 
B159 · 
B160 · 
B161 · 
B162 · 
B163 · 
B164 · 
B165 · 
B166 · 
B167 · 
B168 · 
B169 · 
B170 · 
B171 · 
B172 · 
B173 · 
B174 · 
B175 · 
B176 · 
B177 · 
B178 · 
B179 · 
B180 · 
B181 · 
B182 · 
B183 · 
B184 · 
B185 · 
B186 · 
B187 · 
B188 · 
B189 · 
B190 · 
B191 · 
B192 · 
B193 · 
B197 · 
B198 · 
B199 · 
B200 · 
B201 · 
B202 · 
B203 · 
B204 · 
B205 · 
B209 · 
B210 · 
B211 · 
B212 · 
B213 · 
B214 · 
B215 · 
B216 · 
B217 · 
B218 · 
B219 · 
B220 · 
B221 · 
B222 · 
B223 · 
B224 · 
B225 · 
B226 · 
B227 · 
B228 · 
B229 · 
B230 · 
B303 · 
B305 · 
B309 · 
B310 · 
B311 · 
B316 · 
B317 · 
B319 · 
B320